# Сага (княжество)
Княжество Сага (яп. 佐賀藩 Сага-хан) — феодальное княжество (хан) в Японии периода Эдо (1603—1867), в провинции Хидзэн региона Кюсю.

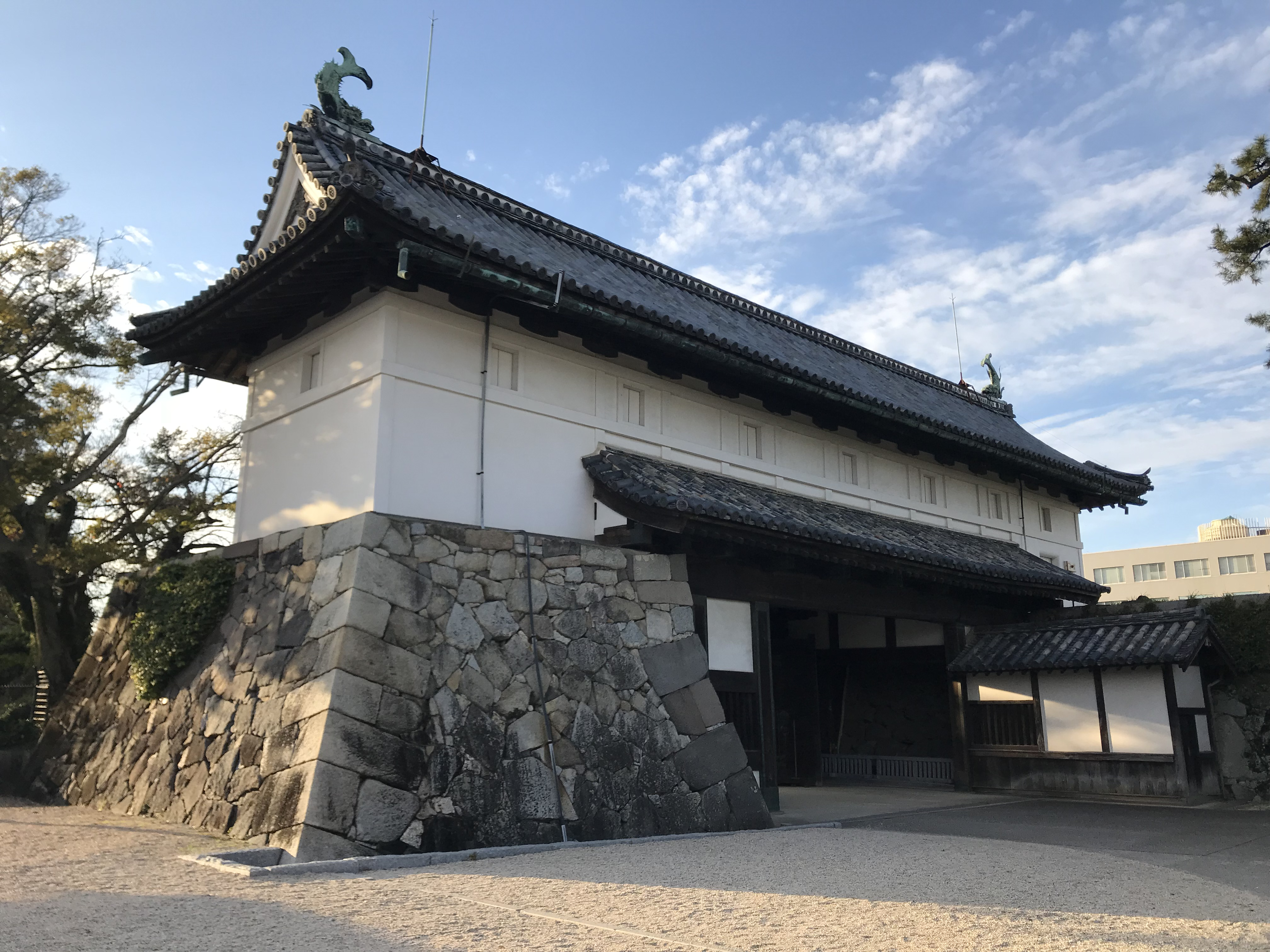
Ворота замка Сага

Административный центр — посёлок Сага уезда Сага (современный город Сага префектуры Сага). Другое название: Хидзэн-хан (яп. 肥前藩). Доход княжества — 357 000 коку.
Княжество управлялось родом Набэсима, принадлежавшим к тодзама и имевшим статус правителя провинции (яп. 国主). Главы рода имели право присутствовать в большом зале аудиенций сёгуна.
Дочерние княжества — Хасуноикэ, Оги, Касима. Ликвидировано в 1871 году.

## Правители
- Род Рюдзодзи 1590—1607 (тодзама-даймё)

| № | Имя               | Имя        | Годы      | Ранг, титул     | Примечания                    |
| - | ----------------- | ---------- | --------- | --------------- | ----------------------------- |
| 1 | Рюдзодзи Такафуса | 龍造寺高房 | 1590—1607 | 従五位下 駿河守 | Четвёртый сын Рюдзодзи Масаиэ |

- Род Набэсима 1607—1871 (тодзама-даймё)

| №  | Имя               | Имя      | Годы      | Ранг, титул                   | Примечания                        |
| -- | ----------------- | -------- | --------- | ----------------------------- | --------------------------------- |
|    | Набэсима Наосигэ  | 鍋島直茂 | 1590—1618 | 従五位下 飛騨守               | Второй сын Набэсимы Киёфусы       |
| 1  | Набэсима Кацусигэ | 鍋島勝茂 | 1607—1657 | 従四位下 信濃守 侍従          | Старший сын Набэсимы Наосигэ      |
| 2  | Набэсима Мицусигэ | 鍋島光茂 | 1657—1695 | 従四位下 丹後守 侍従          | Внук Набэсимы Кацусигэ            |
| 3  | Набэсима Цунасигэ | 鍋島綱茂 | 1695—1706 | 従四位下 信濃守 侍従          | Старший сын Набэсимы Мицусигэ     |
| 4  | Набэсима Ёсисигэ  | 鍋島吉茂 | 1707—1730 | 従四位下 丹後守 侍従          | Второй сын Набэсимы Мицусигэ      |
| 5  | Набэсима Мунэсигэ | 鍋島宗茂 | 1730—1738 | 従四位下 信濃守 侍従          | Пятнадцатый сын Набэсимы Мицусигэ |
| 6  | Набэсима Мунэнори | 鍋島宗教 | 1738—1760 | 従四位下 丹後守 侍従          | Старший сын Набэсимы Мунэсигэ     |
| 7  | Набэсима Сигэмоти | 鍋島重茂 | 1760—1770 | 従四位下 信濃守 侍従          | Девятый сын Набэсимы Мунэсигэ     |
| 8  | Набэсима Харусигэ | 鍋島治茂 | 1770—1805 | 従四位下 肥前守 左近衛権少将  | Десятый сын Набэсимы Мунэсигэ     |
| 9  | Набэсима Наринао  | 鍋島斉直 | 1805—1830 | 従四位下 肥前守 侍従          | Старший сын Набэсимы Харусигэ     |
| 10 | Набэсима Наомаса  | 鍋島直正 | 1830—1861 | 従四位下 肥前守 中納言 大納言 | Семнадцатый сын Набэсимы Наринао  |
| 11 | Набэсима Наохиро  | 鍋島直大 | 1861—1871 | 従四位 信濃守                 | Второй сын Набэсимы Наомасы       |